# Оріон Фіванський
Оріон Фіванський (помер близько 460-х років) — граматик 5-го століття в Фівах (Єгипет), вчитель неоплатоніка Прокла та Євдокії, дружини імператора Феодосія II. Викладав в Александрії, Кесарії Каппадокійській та Константинополі. Він був автором частково збереженого етимологічного Лексикону (виданого під редакцією Ф. В. Штурца, 1820), який значною мірою використовувався упорядниками Etymologicum Magnum, Etymologicum Gudianum та інших подібних праць; колекції сентенцій у трьох книгах, адресованої Євдокії, що також приписував йому Суда.

## Видання
- Antholognomici [Архівовано 12 червня 2018 у Wayback Machine.]  Friedrich Wilhelm Schneidewin (ed.), Coniectanea critica: insunt Orionis Thebani Antholognomici Tituli VIII, Göttingen (1839)